# Lorenzo Giovanchelli
Lorenzo Giovanchelli (Prato, 19 luglio 1986) è un rugbista a 15 italiano.
Si forma rugbisticamente nel Gispi Prato per poi passare nelle giovanili degli Espoirs dello Stade Francais. Ha giocato in diverse squadre nel ruolo di tallonatore. Nel 2006 Giovanchelli viene convocato nell'Italia Under 20 ricoprendo il ruolo di capitano e partecipando sia al Sei Nazioni che al mondiale di categoria.
Dal 2014 al 2015, ha giocato per le Zebre come  permit player. Dal 2020 è in forza ai Cavalieri Union di Prato dove chiude la sua carriera da giocatore nella stagione 2024-25.